# La Trinidad (Yaracuy)
Pour les articles homonymes, voir Trinidad.
La Trinidad est l'une des quatorze municipalités de l'État d'Yaracuy au Venezuela. Son chef-lieu est Boraure. En 2011, la population s'élève à 17 200 habitants.

## Géographie

### Subdivisions
Selon l'Institut national de statistique et contrairement à la plupart des municipalités du pays, la municipalité de La Trinidad ne comporte aucune paroisse civile.